# Люганусе (волость)
Лю́ґанузе (ест. Lüganuse vald, нім. Luggenhusen) — волость в Естонії, повіту Іда-Вірумаа. Площа — 438,97 км², чисельність населення 3 028 осіб (2014). У 2013 році до волості приєднано ліквідовану раніше волость Майдла.

## Адміністративно-територіальний поділ
Адміністративний центр — Люґанузе.
На території волості розташовані:
- місто Пюссі
- селище Люґанузе
- 39 сіл:

Аа (Aa), Айду (Aidu), Айду-Лійва (Aidu-Liiva), Айду-Нимме (Aidu-Nõmme), Айду-Соокюла (Aidu-Sooküla), Арукюла (Aruküla), Арупяелсе (Arupäälse), Арувялья (Aruvälja), Вар'я (Varja), Венеоя (Veneoja), Вірунурме (Virunurme), Воорепера (Voorepera), Гірмузе (Hirmuse), Ірвала (Irvala), Коолма (Koolma), Коплі (Kopli), Кулья (Kulja), Ліймала (Liimala), Ліпу (Lipu), Логкузе (Lohkuse), Люмату (Lümatu), Майдла (Maidla), Матка (Matka), Мегіде (Mehide), Молдова (Moldova), Мустмятта (Mustmätta), Оанду (Oandu), Оямаа (Ojamaa), Пійлсе (Piilse), Пуртсе (Purtse), Ребу (Rebu), Ряеза (Rääsa), Салакюла (Salaküla), Савала (Savala), Сіртсі (Sirtsi), Соонурме (Soonurme), Тарумаа (Tarumaa), Унікюла (Uniküla), Ябара (Jabara).

## Розташування
Волость займає частину північно-східного плато, яке розташоване на узбережжі Фінської затоки, і через яке проходить долина річки Пуртсе.